# Rosemont (Illinois)
Pour les articles homonymes, voir Rosemont.
Rosemont est un village situé dans la proche banlieue de Chicago dans le nord-est de l'État de l'Illinois, dans le comté de Cook, aux États-Unis. Rosemont partage ses frontières municipales avec la ville de Chicago, au nord-ouest, près de l'Aéroport international O'Hare de Chicago. Sa population s’élevait à 4 202 habitants lors du recensement de 2010, estimée à 4 169 habitants en 2016.
Rosemont abrite la salle omnisports de Allstate Arena. Ses locataires sont les Rush de Chicago (AFL), les Wolves de Chicago (LAH) et l'équipe de basket-ball de l'université DePaul, les Blue Demons de DePaul (NCAA). Sa capacité est de 17 500 places pour le basket-ball et 16 143 pour le hockey sur glace et le football américain en salle.

## Démographie
| Groupe            | Rosemont | Illinois | États-Unis |
| ----------------- | -------- | -------- | ---------- |
| Blancs            | 78,0     | 71,5     | 72,4       |
| Autres            | 13,0     | 6,7      | 6,4        |
| Asiatiques        | 3,4      | 4,6      | 4,8        |
| Métis             | 2,9      | 2,3      | 2,9        |
| Afro-Américains   | 1,7      | 14,6     | 12,6       |
| Amérindiens       | 1,1      | 0,3      | 0,9        |
| Total             | 100      | 100      | 100        |
|                   |          |          |            |
| Latino-Américains | 41,3     | 15,8     | 17,4       |

Selon l'American Community Survey pour la période 2011-2015, 46,84 % de la population âgée de plus de 5 ans déclare parler l'anglais à la maison, 37,33 % déclare parler l'espagnol, 3,73 % le polonais, 3,50 % le tagalog, 3,23 % le bulgare, 2,70 % l'arabe et 2,68 % une autre langue.